# Sven Botman
Sven Adriaan Botman (sinh ngày 12 tháng 1 năm 2000) là một cầu thủ bóng đá chuyên nghiệp người Hà Lan hiện đang chơi cho câu lạc bộ Newcastle United tại Premier League ở vị trí trung vệ. Anh từng đại diện cho Hà Lan ở các cấp độ đội trẻ từ U-15 đến U-21.

## Sự nghiệp thi đấu

### Ajax
Vào ngày 23 tháng 6 năm 2018, Botman có trận ra mắt đội 1 Ajax trong trận giao hữu với VVSB. Anh ra mắt Eerste Divisie cho Jong Ajax vào ngày 17 tháng 8 năm 2018, trong trận đấu gặp Roda JC Kerkrade.

### Lille
Vào ngày 31 tháng 7 năm 2020, Botman ký hợp đồng có thời hạn 5 năm với câu lạc bộ Lille ở Ligue 1. 
Thương vụ chuyển nhượng này có trị giá khoảng 10 triệu bảng.

### Newcastle United
Vào ngày 28 tháng 6 năm 2022, Botman ký hợp đồng có thời hạn 5 năm với câu lạc bộ Newcastle United ở Premier League kèm mức phí chuyển nhượng 40 triệu euro. Vào ngày 24 tháng 9 năm 2023, Botman ghi bàn thắng đầu tiên cho Newcastle trong chiến thắng kỷ lục 8–0 trên sân khách trước Sheffield United. Vào tháng 3 năm 2024, anh dính chấn thương dây chằng chéo trước đầu gối (ACL) trong trận đấu với Manchester City tại Cúp FA, khiến anh phải ngồi ngoài từ 6 đến 9 tháng.

## Sự nghiệp quốc tế
Anh từng là đội trưởng đội U-21 Hà Lan, đồng thời được gọi triệu tập lên đội tuyển quốc gia Hà Lan lần đầu tiên vào tháng 11 năm 2020. Vào tháng 10 năm 2022, Botman có tên trong danh sách sơ bộ 39 tuyển thủ Hà Lan tham dự vòng chung kết World Cup 2022 của huấn luyện viên Louis van Gaal.

## Đời tư
Bạn gái Chana Kesselaar là một nhà tạo mẫu thời trang đến từ Amsterdam. Cặp đôi đã có mối quan hệ lâu dài với nhau kể từ năm 2016.

## Thống kê sự nghiệp
Tính đến 16 tháng 3 năm 2024
| Câu lạc bộ          | Mùa giải            | Giải đấu            | Giải đấu | Giải đấu | Cúp quốc gia | Cúp quốc gia | League Cup | League Cup | Châu lục | Châu lục | Khác | Khác | Tổng cộng | Tổng cộng |
| Câu lạc bộ          | Mùa giải            | Hạng đấu            | Trận     | Bàn      | Trận         | Bàn          | Trận       | Bàn        | Trận     | Bàn      | Trận | Bàn  | Trận      | Bàn       |
| ------------------- | ------------------- | ------------------- | -------- | -------- | ------------ | ------------ | ---------- | ---------- | -------- | -------- | ---- | ---- | --------- | --------- |
| Jong Ajax           | 2018–19             | Eerste Divisie      | 28       | 2        | —            | —            | —          | —          | —        | —        | —    | —    | 28        | 2         |
| Heerenveen (mượn)   | 2019–20             | Eredivisie          | 26       | 2        | 4            | 0            | —          | —          | —        | —        | —    | —    | 30        | 2         |
| Lille               | 2020–21             | Ligue 1             | 37       | 0        | 2            | 0            | —          | —          | 8        | 0        | —    | —    | 47        | 0         |
| Lille               | 2021–22             | Ligue 1             | 25       | 3        | 1            | 0            | —          | —          | 5        | 0        | 1    | 0    | 32        | 3         |
| Lille               | Tổng cộng           | Tổng cộng           | 62       | 3        | 3            | 0            | 0          | 0          | 13       | 0        | 1    | 0    | 79        | 3         |
| Newcastle United    | 2022–23             | Premier League      | 36       | 0        | 1            | 0            | 7          | 0          | —        | —        | —    | —    | 44        | 0         |
| Newcastle United    | 2023–24             | Premier League      | 17       | 2        | 3            | 0            | 1          | 0          | 1        | 0        | —    | —    | 22        | 2         |
| Newcastle United    | Tổng cộng           | Tổng cộng           | 53       | 2        | 4            | 0            | 8          | 0          | 1        | 0        | —    | —    | 66        | 2         |
| Tổng cộng sự nghiệp | Tổng cộng sự nghiệp | Tổng cộng sự nghiệp | 169      | 9        | 11           | 0            | 8          | 0          | 14       | 0        | 1    | 0    | 203       | 9         |

1. ↑  Bao gồm Cúp Hiệp hội Bóng đá Hoàng gia Hà Lan, Cúp bóng đá Pháp, Cúp FA
2. ↑  Bao gồm Cúp EFL
3. ↑  Ra sân tại UEFA Europa League
4. 1 2  Ra sân tại UEFA Champions League
5. ↑  Ra sân tại Siêu cúp bóng đá Pháp

## Danh hiệu
Lille
- Ligue 1: 2020–21[20]
- Siêu cúp bóng đá Pháp: 2021[21]

Newcastle United
- Á quân Cúp EFL: 2022–23[22]